# アメリカ合衆国の福音派
アメリカ合衆国の福音派（アメリカがっしゅうこくのふくいんは）について記述する。

## 歴史
アメリカ合衆国の福音派は福音主義に立ち、世界教会協議会（WCC）のエキュメニズム、自由主義神学（リベラル）、新正統主義を否定するが、キリスト教根本主義（ファンダメンタリズム）には同意できない人々によって形成された。米国福音派の代表的な伝道者ビリー・グラハムは5点のキリスト教信仰を否定しているわけではないが、根本主義者は、グラハムの立場を非難しており福音派とは別に運動している。
米国福音派の組織としては、1942年に米国福音同盟（NAE）が設立されている。NAEにはペンテコステ派のアッセンブリーズ・オブ・ゴッド教団が加盟しているが、根本主義の組織であるAmerican Council of Christian Churchesは聖霊派を認めていない。
ビリー・グラハムは米国福音派の代表的人物と呼ばれる。また、ワールド・ビジョン、ユース・フォー・クライスト、キャンパス・クルセードも米国福音派の組織である。福音派の『クリスチャニティ・トゥディ』は、リベラルにも読まれるほどで、キリスト教の代表的な雑誌になったといわれる。
1966年の世界伝道会議と、1974年のローザンヌ世界伝道国際会議に世界中から集った福音主義者がコミットし、「ローザンヌ誓約」を結んだ。エヴァンジェリカルはWCC系エキュメニカルのリベラル派が伝道せずに社会問題に関わって来たとして批判し、社会問題そのものに関わらなかったが、それは根本主義と近代主義の論争が起った1910年-1930年代に伝道と社会問題を対立概念としてとらえたからだと指摘されている。ローザンヌ誓約において福音派は宣教を福音伝道と社会問題に分けて、伝道の優先性を強調しながらも、救いが全人格的なものであると認めている。
イラク戦争については、米国福音同盟とアジア福音同盟、日本福音同盟（JEA）は異なる立場をとっている。米国福音同盟がこれを支持したのに対し、アジア福音同盟とJEAは反対している。
2009年には正教会（アメリカ正教会など）、カトリック教会、福音派の指導者が共同で、「マンハッタン宣言」を発表し、人工妊娠中絶、同性愛といった罪に抵抗すると宣言している。
2010年には世界宣教東京大会が開催された。ここでアメリカの教会の代表は日本に原爆を投下した罪と、米国が世界で行っている罪を公に謝罪した。